# Пікова дама (фільм, 1916)
«Пікова дама» (укр. букв. Винова краля) (1916) —  німий художній фільм  Якова Протазанова за мотивами однойменної повісті  Пушкіна.
Фільм вийшов на екрани  2 травня (19 квітня за старим стилем) 1916 року.

## Сюжет
За картковою грою один із офіцерів розповідає друзям про свою пристаркувату родичку-графиню, якій колись граф Сен-Жермен відкрив таємницю трьох певних карт, що виграють поспіль. Герман (Іван Мозжухін), який ніколи не сідає за гральний стіл з боязні програти, загоряється ідеєю вивідати в графині цю таємницю. Для цього він знайомиться з племінницею графині Лізою (Віра Орлова). Дівчина закохується в нього й дає йому ключа від будинку. Вночі Герман проникає в будинок графині, щоб випитати в старої таємницю трьох карт. Графиня відмовляється відповідати і вмирає.
Вночі Герману, що божеволіє, приходить привид графині й називає «певні» карти — це трійка, сімка й туз.
Герман ставить на кін усе своє багатство, виграє перші дві ставки на трійці та сімці, але потім пересмикує, відкриває замість туза винову кралю й божеволіє.

## Цікаві факти
- Оператор Євген Славинський у цьому фільмі одним із перших у російському кіно застосував рухому камеру при зйомках сцени, де Герман іде вночі по анфіладі кімнат будинку графині. Рухливість камери повинна була показати сильне хвилювання персонажа. Візків для камери тоді ще не було і апарат під час зйомки було встановлено на пролітку Єрмольєва, яку втягли заради цього в студію. Також використано зйомки з нових ракурсів — наприклад, вид зверху в сценах, де Ліза дивиться з вікна на Германа і де Герман стоїть біля труни графині — і нічна зйомка при світлі юпітерів. Цікаво, що деякі сучасники цих новацій не оцінили: оглядач газети «Театр» П. Цейхенштейн писав у рецензії на фільм, що «на екрані вийшли рухомі кімнати, що різко порушує враження правдивості»[1]
- До випуску фільму видано спеціальний буклет (імовірно, вперше в історії російського кінематографа).